# Liubartas

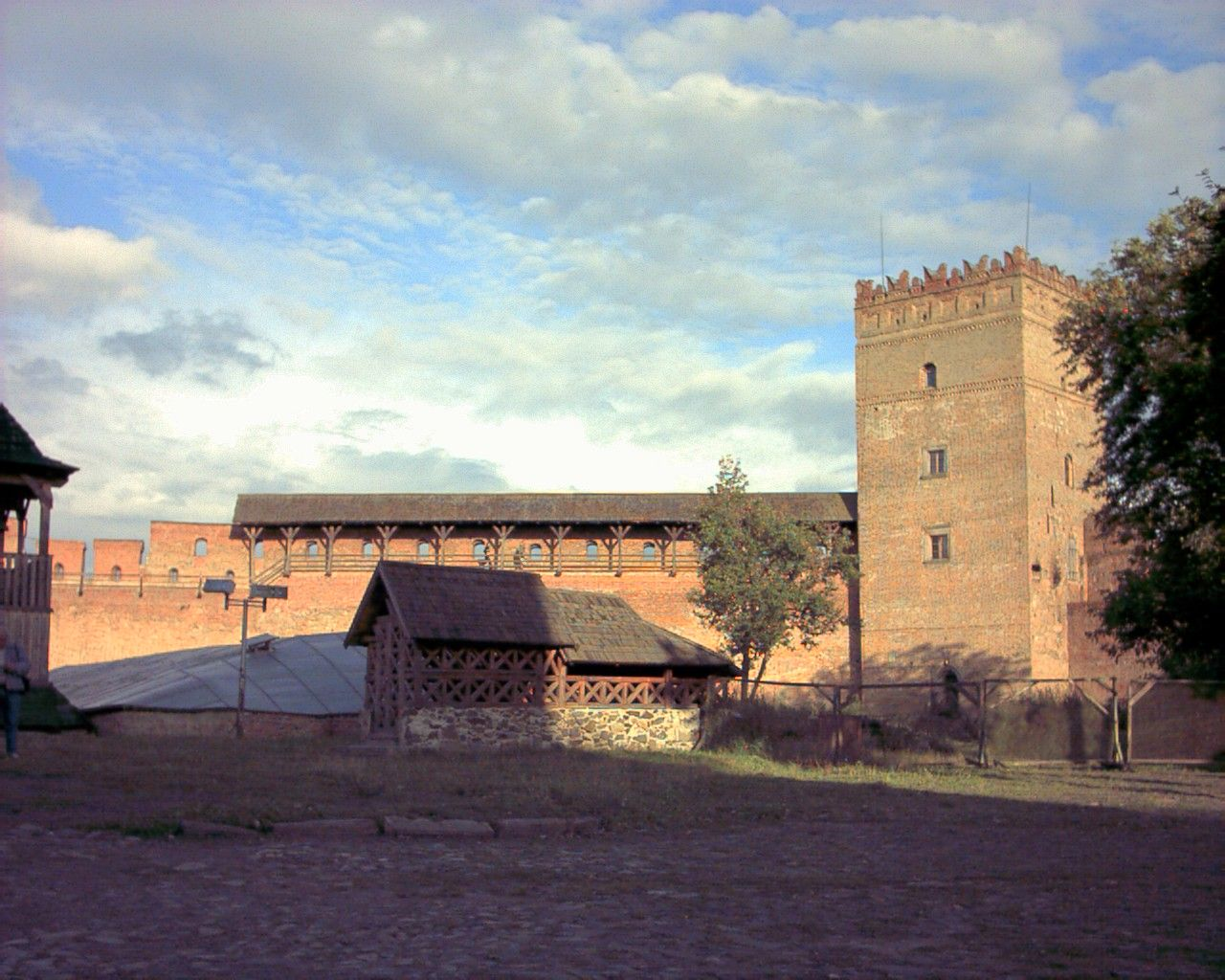
Castell de Lutsk, Ucraïna, construït per Liubartas i millorat per Vytautas. Durant el govern lituà la ciutat començà a prosperar

Liubartas (també Lubart, Lubko, batejat Dmitri; mort el 1384) fou el governant del Principat de Galítsia-Volínia, a l'actual Ucraïna. Era el fill més jove de Gediminas, Gran Duc de Lituània. Pels volts del 1320 o 1323 es casà amb una filla d'Andreu de Galítsia i governà Lutsk a Volínia oriental. Després que Andreu i el seu germà Lleó II moriren, pels volts del 1322, Galítsia-Volínia no tenia un successor masculí. En comptes de promoure Liubartas i provocar una guerra amb Polònia, Gediminas arribà a un compromís amb Ladislau I de Polònia. Les dues parts acceptaven instal·lar Boleslau II, nebot de Lleó i Andreu. Boleslau era fill de Trojden I de Masòvia, membre de la Dinastia Piast, un cosí de Ladislau I i nebot del gendre de Gediminas, Venceslau de Płock. En aquella època, Boleslau tenia catorze anys i fou compromès en esposalles a Eufemija, filla de Gediminas. Liubartas continuà governant Lutsk i Volodímir.
D'aquesta manera, les Guerres de Volínia i Galítsia s'ajornaren fins després de l'emmetzinament de Boleslau el 1340. Fou enverinat per nobles rebels, que convidaren Liubartas a convertir-se en governant tant de Galítsia com de Volínia. Les fonts disponsibles són també escasses per reconstruir plenament els esdeveniments entre 1341-1349. Malgrat el suport dels seus germans Algirdas i Kęstutis, Liubartas perdé tots els territoris amb l'excepció de Volínia oriental, amb Lutsk per a Casimir III de Polònia el 1349. El 1351 fins i tot fou fet presoner durant una batalla, i Kęstutis l'hagué de rescatar. El 1366 se signà un tractat: Liubartas retenia Volínia oriental amb Lutsk, mentre que Polònia aconseguia Volínia occidental i Galítsia. Tanmateix el tema només es resolgué el 1370: Liubartas aprofità la mort de Casimir i s'apoderà de tota Volínia. Els territoris canviaren de mans una altra vegada només el 1569, quan Volínia, incloent-hi Lutsk, fou transferida per la Unió de Lublin.
El 1382, després de mort de Lluís I d'Hongria, Liubartas capturava Kremenets, Przemyśl, i altres ciutats d'Hongria. Donà suport al seu germà Kęstutis contra el nebot Jogaila durant les pugnes per la successió. Construïa un castell a Lutsk, conegut com el Castell de Lubart, que encara es conserva en l'actualitat. Liubartas moria pels volts del 1385, havent governat Volínia durant aproximadament seixanta anys. Es casà per segona vegada al voltant del 1350 amb una filla (sense nom conegut) de Constantí de Rostov, un parent de Simeó I de Moscou. Tingué tres fills, Fèdor, Simeó, i Llàtzer. Fèdor heretà Volínia, i morí el 1431.